# José Coimbra
José Coimbra Sobrinho (São Sebastião do Paraíso/MG, em 1916 - Ribeirão Preto, 1985) é considerado um dos principais pintores naïf brasileiros.
Entre sua riquíssima temática destaca-se a "crítica social". Circunstância que fê-lo conhecido no México como "fervoroso defensor del socialismo". De fato, ele foi, mais do que um artista plástico importante, militante comunista, da juventude até a morte. Não foi outra a razão de ter, Luis Carlos Prestes, visitado a cidade de Mococa, na qual José Coimbra também residiu.